# Otton Beiersdorf
Otton Beiersdorf (ur. 19 marca 1914 w Krakowie; zm. 16 lipca 2006 tamże)  – polsko-austriacki historyk, profesor Uniwersytetu Jagiellońskiego i Wyższej Szkoły Pedagogicznej.

## Życiorys
Urodził się w autochtonicznej rodzinie niemieckiej jako jedyny syn Niemca sudeckiego z okolic Kaaden Waldemara Beiersdorfa (1873-1938) i Emmy z d. Grünhauser (1890-1919), córki Edmunda - dagerotypiarza i litografa, jednego z pionierów fotografii w Krakowie. Po II wojnie światowej rozpoczął pracę naukową na Uniwersytecie Jagiellońskim, a następnie na Wyższej Szkole Pedagogicznej, zajmując się historią Polski XIX wieku. Do jego ważniejszych prac zaliczyć można:
- Papiestwo a sprawa polska
- Rewolucja francuska 1789-1794 (1960)
- Kraków wobec powstania listopadowego (1981)
- Galicja wobec powstania styczniowego (1990)

Zmarł w Krakowie i został pochowany na cmentarzu Rakowickim.